# Dékanmey
Dékanmey ist eine Stadt und ein Arrondissement im Departement Atlantique in Benin. Es ist eine Verwaltungseinheit, die der Gerichtsbarkeit der Kommune Sô-Ava untersteht.

## Demografie und Verwaltung
Gemäß der Volkszählung von 2013 hatte das Arrondissement 6617 Einwohner, davon waren 3333 männlich und 3284 weiblich.
Von den 69 Dörfern und Quartieren der Kommune Sô-Ava entfallen fünf auf das Arrondissement Dékanmey: Anaviécomey, Djèkpé, Kpafè, Kpoviécomey und Sakome.